# بيت علي صالح (حزم العدين)

تعديل مصدري - تعديل

بيت علي صالح محلة تابعة لقرية نوابة، التابعة لعزلة حقين بمديرية حزم العدين إحدى مديريات محافظة إب في الجمهورية اليمنية، بلغ تعداد سكانها 78 حسب تعداد اليمن لعام 2004.